# Alfredo Zaiat
Alfredo Zaiat (Buenos Aires, 19 de noviembre de 1964) es un economista y periodista argentino.
Nació en el seno de una familia judía.
A principios de 1983 ingresó en la Facultad de Ciencias Económicas de la Universidad de Buenos Aires, y se recibió de licenciado en economía.
En los últimos dos años de su carrera (1987 y 1988) se volcó al periodismo. Simultáneamente estaba haciendo la carrera de investigación. Consiguió una beca para estudiantes relacionada con la integración entre Argentina y Brasil.
Mientras estudiaba economía e investigación, a fines de junio de 1987 ingresó a trabajar en el diario Página/12 (de Buenos Aires) ―que se había inaugurado el 26 de mayo de 1987―, donde hasta la actualidad funge como jefe de la sección «Economía» y director del suplemento económico «Cash». Allí trabajó con el periodista Horacio Verbitsky ―considerado uno de los más importantes periodistas de Argentina―:

El periodista que con más interés leo en esta época es Alfredo Zaiat, que escribe de economía en Página/12. Me aporta cosas, enfoques, información, críticas. Me ayuda a pensar la realidad del país. Además, estoy orgulloso porque yo lo formé profesionalmente: tengo un elemento de satisfacción personal.
Horacio Verbitsky

Entre 1987 y 1989, Zaiat trabajó también para las revistas El Porteño y El Periodista (ambas de Buenos Aires).
Después de recibirse de licenciado en economía (en 1988) ganó una beca para graduados de la UBA, pero como le exigía dedicación exclusiva y él ya se encontraba trabajando en Página/12 tuvo que abandonar la beca.
En 1989 empezó a trabajar como comentarista económico en el programa radial La Muni (de 6:00 a 9:00 de la mañana), en Radio Municipal.
Entre 1990 y 1992 fue jefe de la sección «Finanzas» de la revista de economía Panorama.
En 1997 fue nombrado jefe de la sección «Economía» y del suplemento económico «Cash» del diario Página/12.
Desde 1999 fue columnista económico del programa de radio El mañanero, conducido por Juan Castro (1971-2004), en Radio del Plata.
Se casó en el año 2000.
En 2002 y 2003 integró la mesa de columnistas del programa Lalo, bla bla, conducido por Lalo Mir, en Radio del Plata.
Desde 2002 hasta la actualidad empezó a conducir el programa radial Cheque en blanco, donde participa el periodista Ernesto Tenembaum, en Fm Rock & Pop, Radio Vórterix y el 22 de junio de 2017 arriba a Mega 98.3.  hasta mayo de 2018 En julio de 2018 el programa se suma a la grilla de la radio en línea Futurock
En 2004 publicó el libro ¿Economistas o astrólogos? La economía de los noventa.
En 2007 dirigió la publicación de la enciclopedia Historia de la economía argentina del siglo XX.
En la actualidad también es columnista económico en el programa radial La bestia pop, conducido por Gonzalo Bonadeo, por radio Metro.
Entre 2010 y 2012 participó en el programa Con sentido público, por Canal 7, la Televisión Pública (Buenos Aires), conducido por Federica Pais, acompañado por Mariana Carbajal y Martín Jáuregui.
En 2017 recibió el Premio Konex - Diploma al Mérito en la categoría Comunicación - Periodismo, por su trayectoria como periodista económico.
Desde 2020 hasta la actualidad es columnista del noticiero RePerfilAr, de lunes a viernes a las 19:00, en Net TV.
Realiza conferencias y charlas acerca de la economía argentina.

## Obras
Además de numerosos artículos periodísticos sobre economía, Zaiat ha publicado:
- ¿Economistas o astrologos? - La economía de los '90. Buenos Aires: Capital Intelectual. 2004. ISBN 978-987-1181-01-8.
- Economía y política 200 años de historia. Buenos Aires: Secretaría de Cultura de la Presidencia de la Nación. 2011. ISBN 978-987-9161-86-9. En coautoría con Mario Rapoport y Julio Fernández Baraibar.
- La economía a contramano. Buenos Aires: Planeta. 2012. ISBN 978-950-49-3015-0.
- Amenazados. El miedo en la economía. Buenos Aires: Planeta. 2015. ISBN 978-950-49-4700-4.
- Macri lo hizo - El impacto de las primeras medidas de su gobierno. Buenos Aires: Continente. 2016. ISBN 978-950-754-581-8. En coautoría con Pablo Llonto, Stella Calloni y otros. Prólogo de Eugenio Raúl Zaffaroni
- Macrisis - Otro fracaso del neoliberalismo en la Argentina. Buenos Aires: Futurock. 2019. ISBN 978-987-46858-3-4.